# Dreifaltigkeitskirche (Worms)
Die Dreifaltigkeitskirche (vollständiger Name Reformations-Gedächtnis-Kirche zur Heiligen Dreifaltigkeit) ist die größte protestantische Kirche in Worms. Der barocke Saalbau liegt zentral am Marktplatz der Stadt und steht unter Denkmalschutz.

## Geschichte

### Vorgeschichte
Vor der Stadtzerstörung von 1689 im Pfälzischen Erbfolgekrieg nutzten die Lutheraner in Worms das Kirchenschiff der Dominikanerkirche als Hauptkirche. Der Chor war mit einer Wand abgetrennt worden und diente weiter dem Kloster und dem römisch-katholischen Gottesdienst. Bei der Stadtzerstörung von 1689 brannten auch das Dominikanerkloster und seine Kirche aus.

### Planung und Bau

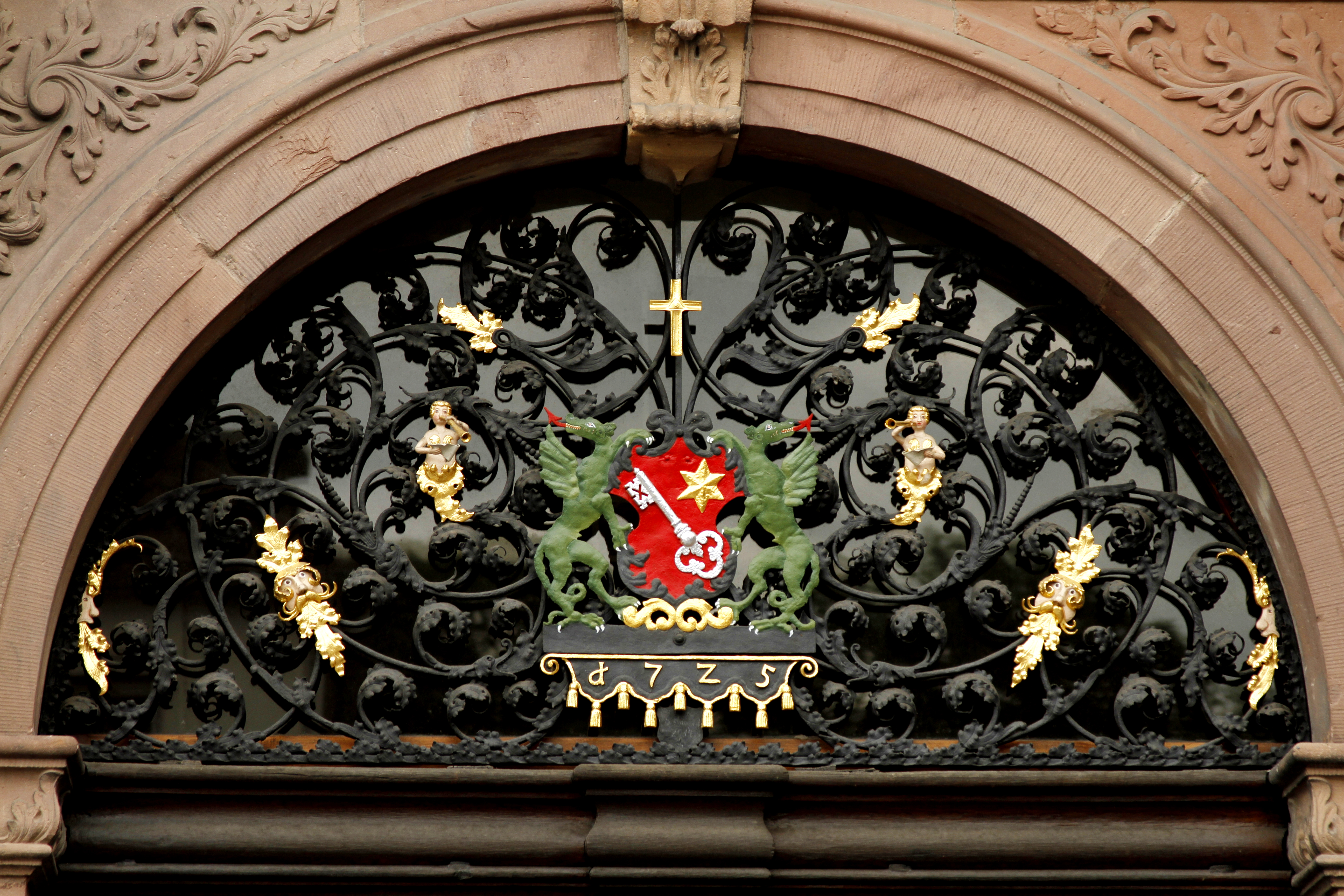
Tympanon des Haupteingangs mit der Jahreszahl der Fertigstellung „1725“

Der Wiederaufbau der Stadt Worms setzte erst mehr als 10 Jahre nach der großen Zerstörung ein. Nun sollte auch die lutherische Gemeinde eine eigene Hauptkirche erhalten. Es dauerte mehrere Jahre, bis ausreichend finanzielle Mittel zusammengetragen waren, um dann 1708 den Baubeschluss zu fassen.

Am 31. Juli 1709 wurde am ehemaligen Standort des 1689 ebenfalls zerstörten Hauses zur Münze der Grundstein für die lutherische Stadtkirche gelegt. Die Wahl des Bauplatzes beruhte auf der unzutreffenden Annahme, Martin Luther habe 1521 auf dem Reichstag zu Worms im Haus zur Münze vor Kaiser Karl V. gestanden und seine Schriften verteidigt. Tatsächlich geschah das aber im wenige hundert Meter entfernten Bischofshof. 
Der Neubau wurde als Ausdruck des lutherischen Bekenntnisses der Stadt errichtet und stand unter dem Leitwort „So setzt mich Gott an diesen Ort, wo Luther einst bekannt sein Wort“. Architekt war der kurpfälzische Capitain-Ingenieur (Pionier-Hauptmann) Villiancourt. Bauliches Vorbild war – vor allem bei der Innengestaltung – die Katharinenkirche (1678–1681) in Frankfurt am Main des dortigen Stadtbaumeisters Melchior Heßler. In Worms wurde die Kirche am 31. Juli 1725 als „neue Evangelische Haupt-Kirche in Wormbs Zur Heiligen Dreyfaltigkeit“ eingeweiht. Die in einem Entwurf vorgesehene Einfassung der Kirche durch zwei Gebäude für Rathaus und Schule wurde nicht umgesetzt. Im Innenraum orientierte sich der Entwurf an der Katharinenkirche in Frankfurt am Main, die der Wormser Magistrat während des Exils in Frankfurt ab 1689 kennengelernt hatte.

### Geschichte bis zur Zerstörung
Die Kirche erhielt 1732 von dem Orgelbauer Johannes Mayer eine Orgel, die 26 Register auf zwei Manualen und Pedal besaß. 1881 setzte Wilhelm Sauer ein neues Orgelwerk mit drei Manualen und 50 Registern hinter den barocken Prospekt von 1732.
Am 21. Februar 1945 wurde die Kirche – wie auch weite Teile der Innenstadt – bei einem britischen Luftangriff auf Worms weitgehend zerstört. Von der ursprünglich barocken Holz- und Gemäldeausstattung überstand den Feuersturm ausschließlich die zweiflügelige, fein geschnitzte Eingangstür mit symbolischen Darstellungen zur Dreifaltigkeit. Im Übrigen verblieben nur die Umfassungsmauern und der Turm.

### Nachkriegszeit
Als Notkirche diente zunächst der nur beschädigte Gemeindesaal der Dreifaltigkeitsgemeinde (heute: Adenauerring 3), der 1946 wieder hergestellt werden konnte und in dem die Gemeinde ab dem 11. November 1946 wieder Gottesdienst feiern konnte. Der Beschluss zum Wiederaufbau der Dreifaltigkeitskirche – in modernen Formen nach Plänen von Otto Bartning und Otto Dörzbach – erfolgte im Dezember 1954, nachdem die Finanzierung gesichert war. Die Bauarbeiten begannen mit einem Gottesdienst am 27. März 1955, den der Kirchenpräsident der Evangelischen Kirche in Hessen und Nassau (EKHN), Martin Niemöller, hielt. Die äußere Gestalt wurde dabei wiederhergestellt, während der Innenraum weitgehend modern gestaltet wurde. Am 30. Oktober 1959 konnte die Kirche wieder eingeweiht werden. Erneut hielt Martin Niemöller den Festgottesdienst.
1975 wurde die Kirche im Turmbereich saniert. 1995 löste sich dort ein Stein und stürzte auf den Marktplatz. Das Ereignis löste eine etwa 10 Jahre andauernde Sanierung des gesamten Gebäudes aus.

## Beschreibung

### Äußeres

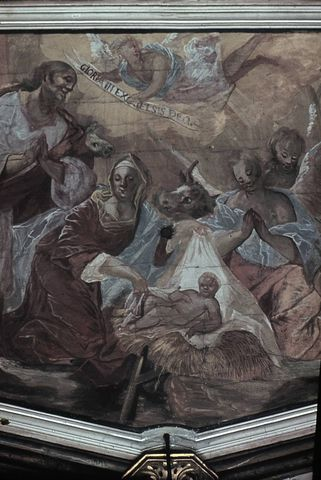
Deckengemälde von Johann Rosner: Geburt Christi (1945 zerstört)

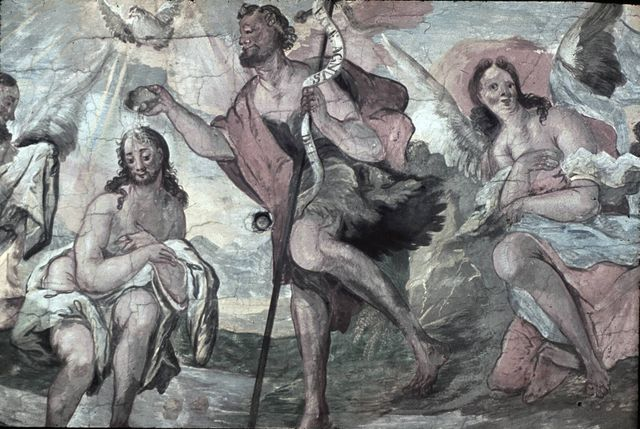
Brüstungs-Gemälde von der Emporen-Brüstung von Johann Martin Seekatz: Taufe Jesu durch Johannes den Täufer

Die Kirche ist nach Osten ausgerichtet, der Haupteingang liegt im Westen. Er war auf den Straßenmarkt, den historischen Marktplatz der Stadt, ausgerichtet. In der Mittelachse der dortigen Schaufassade erhebt sich der 58 m hohe Kirchturm mit quadratischem Grundriss. Seitlich des Turmes befinden sich auf der Höhe der Dachtraufe zwei große Podeste mit einer Balusterbrüstung. Dazwischen eingefügte Postamente tragen Reliefs der 12 Apostel von Daniel Hader. Oberhalb der Glockenstube besitzt der Turm eine umlaufende Galerie; hier verjüngt er sich in einen achteckigen Turm, der die Turmuhr trägt. Deren ursprüngliches Werk stammt von Johann Jacob Möllinger und befindet sich heute im städtischen Museum Andreasstift. In der von einer doppelten Haube gekrönten Laterne befindet sich das Glockenspiel der Kirche. Insgesamt präsentiert sich der Turm so vierfach gestuft.
Die Nordfassade des Langhauses der Kirche mit sieben Fensterachsen und die nach Norden gewandte Seite des Chors mit 7⁄12-Schluss bilden den südlichen Abschluss des ebenfalls erst nach 1945 hier angelegten Marktplatzes. Da diese Fassade deshalb nicht als Schaufassade gestaltet wurde, ist sie relativ schlicht.

### Inneres
Das Kircheninnere ist ein einschiffiger Saal von 41 m Länge, 20 m Breite und 17 m Höhe. Dieser Saal wird zentral durch das Untergeschoss des Turms erschlossen. Links des Vorraums liegt ein Andachtsraum, rechts befindet sich die Sakristei.

#### Ursprüngliche Gestaltung
Die barocke Kirche hatte zwei umlaufende Emporen, deren Brüstungen – wie auch die Holzdecke – biblische Szenen zeigten. Die doppelte Empore verlief an der West-, Nord-, und Ostwand, während die Südwand frei blieb. Dort stand die Kanzel, auf die die ganze Inneneinrichtung ausgerichtet war. Die Kirche wies also baulich und optisch – anders als heute – ein „Querformat“ auf. Der Altar dagegen stand im nach Osten ausgerichteten Chor – unter den Emporen! Deren Brüstungen waren von Johann Martin Seekatz mit 38 Szenen aus dem Alten Testament (an der oberen Empore) und 38 Szenen aus dem Neuen Testament (an der unteren Empore) bemalt. Insgesamt fasste die Kirche in dieser Gestaltung 3.000 Besucher, was in etwa der gesamten lutherischen Einwohnerschaft der Stadt entsprach. Die Decke imitiert ein gotisches Kreuzrippengewölbe in Holz. Diese nachgotische Form sollte ein Alter der Kirche vortäuschen, das sie gar nicht hatte. Die Decke war stuckiert und von Johann Rosner bemalt mit einem elfteiliger Christus-Zyklus in den mittleren Gewölbesegmenten und 14 Darstellungen aus Alten Testament in den Gewölbesegmenten über den Fenstern. Johann Martin Seekatz schuf zusammen mit seinem Sohn, Ludwig Seekatz, eine monumentale Darstellung „Luther vor Kaiser und Reich“ mit der berühmten Szene des verweigerten Widerrufs seiner Schriften für die Westwand des Raumes. Das gesamte Holzwerk der Kirche und ihre Innenausstattung verbrannten bei dem Luftangriff 1945.

#### Gestaltung nach 1945

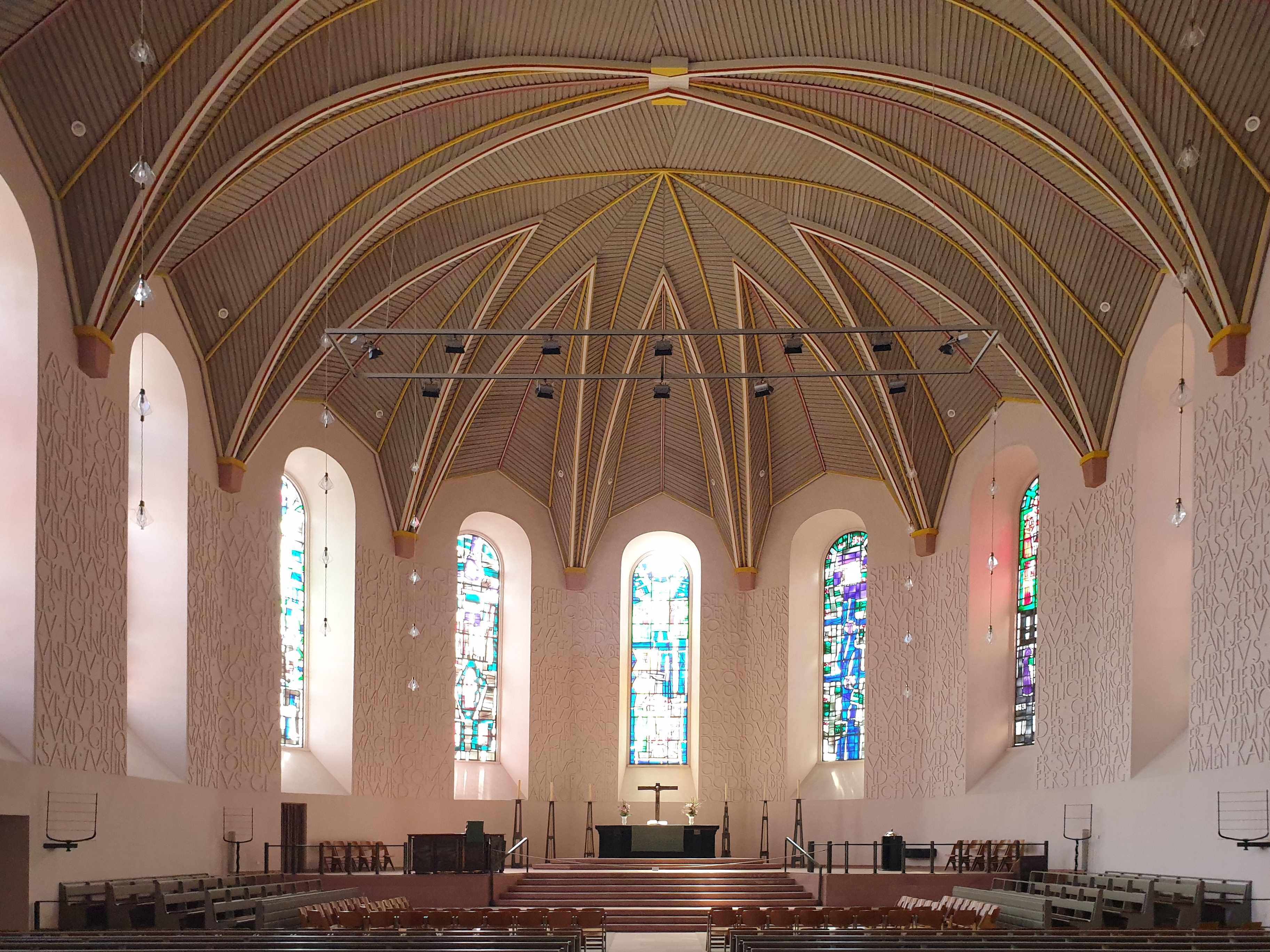
Innenraum nach Osten mit Altar

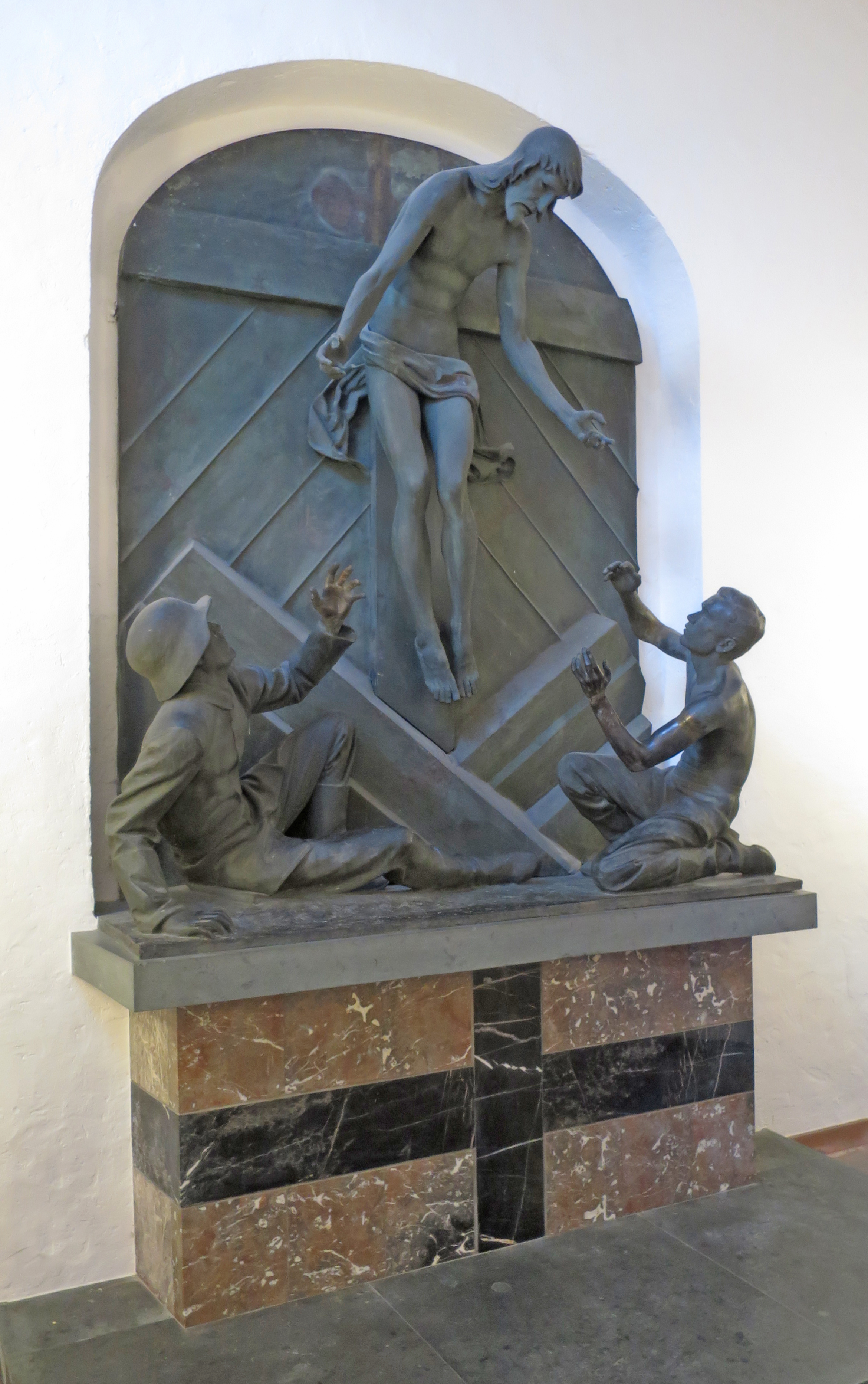
„Auferstehung“ von Ludwig Habich

Nach dem Zweiten Weltkrieg wurde die Kirche nicht insgesamt original rekonstruiert, im Innenraum nur die Dachkonstruktion, aber nicht mehr figürlich bemalt. Auf die große Emporenanlage verzichtet die Neugestaltung. Die Kirche fasst so heute „nur“ noch 1.150 Besucher. Der ganze Kirchenraum wurde konsequent geostet. Neben dem Altar steht nun auch die Kanzel im Chorraum. An der Westwand befinden sich drei übereinander gestaffelte Emporen, eine für Gottesdienst- oder Konzertbesucher, darüber die Chor- und die Orgelempore. Der Altarraum mit Kanzel und Taufbecken nimmt den gesamten Chor ein. Der Chor ist gegenüber dem Kirchenschiff deutlich erhöht.

#### Ausstattung
Im Andachtsraum nördlich des Vorraums steht ein Mahnmal für die Gefallenen des Ersten Weltkriegs mit dem Titel „Auferstehung“, das 1933/34 von dem Darmstädter Bildhauer Ludwig Habich geschaffen wurde.
Die 15 raumhohen Buntglasfenster von Wilhelm Buschulte zeigen biblische Szenen:
Altes Testament – Nordwand

1) Schöpfung (1. Mose, 1–2) 

2) Sündenfall und Kains Brudermord an Abel (1. Mose, 3–4) 

3) Sintflut (1. Mose, 6–9) 

4) Turmbau zu Babel (1. Mose, 11) 

5) Erwählung des alttestamentlichen Gottesvolkes

Neues Testament – Chorbereich

6) Weihnachten und Epiphanias 

7) Passion Jesu 

8) Karfreitag, Ostern, Christi Himmelfahrt 

9) Strom des Lebens

10) Gleichnis von den zehn Jungfrauen 

Glaubensbekenntnis – Südwand

11) Ich glaube an den Heiligen Geist – Pfingsten 

12) Ich glaube an eine heilige christliche Kirche

13) Ich glaube an die Gemeinde der Heiligen

14) Ich glaube an die Vergebung der Sünden

15) Ich glaube an die Auferstehung des Fleisches und ein ewiges Leben
An den Wänden zwischen den Fenstern steht der Text des Apostolischen Glaubensbekenntnisses in dem vor 1972 gebräuchlichen Wortlaut und dessen Auslegung durch Martin Luther im Kleinen Katechismus. Der Text wurde als flaches Relief gestaltet. Die Buchstaben der dafür verwendeten ornamentalen Schrift sind Majuskeln einer römischen Capitalis monumentalis. Die Buchstaben bestehen aus Majolika. Geschaffen hat dies Johanna Schütz-Wolff.
- Die Nordseite behandelt den ersten Artikel des Apostolischen Glaubensbekenntnisses: Ich glaube an Gott den Vater. Der Text steht zwischen den Fenstern mit Szenen aus dem Alten Testament.
- Der Chorbereich behandelt den zweiten Artikel: Ich glaube an Jesus Christus Der Text steht zwischen den Fenstern mit Szenen vorwiegend aus dem Neuen Testament.
- Die Südseite behandelt den dritten Artikel: Ich glaube an den Heiligen Geist. Der Text steht zwischen Szenen aus verschiedenen Büchern der Bibel.

Die Kanzel wurde mit vier Bronzereliefs von Gustav Nonnenmacher gestaltet, die für je einen der vier Evangelisten stehen. Die Altarausstattung stammt von Josef Hoh.
Oberhalb der Orgelempore zeigt ein Mosaik von Walter Eglin „Luther vor Kaiser und Reich“. Die seitlichen Bronzetüren zum Marktplatz gestaltete Ulrich Henn.

## Orgel

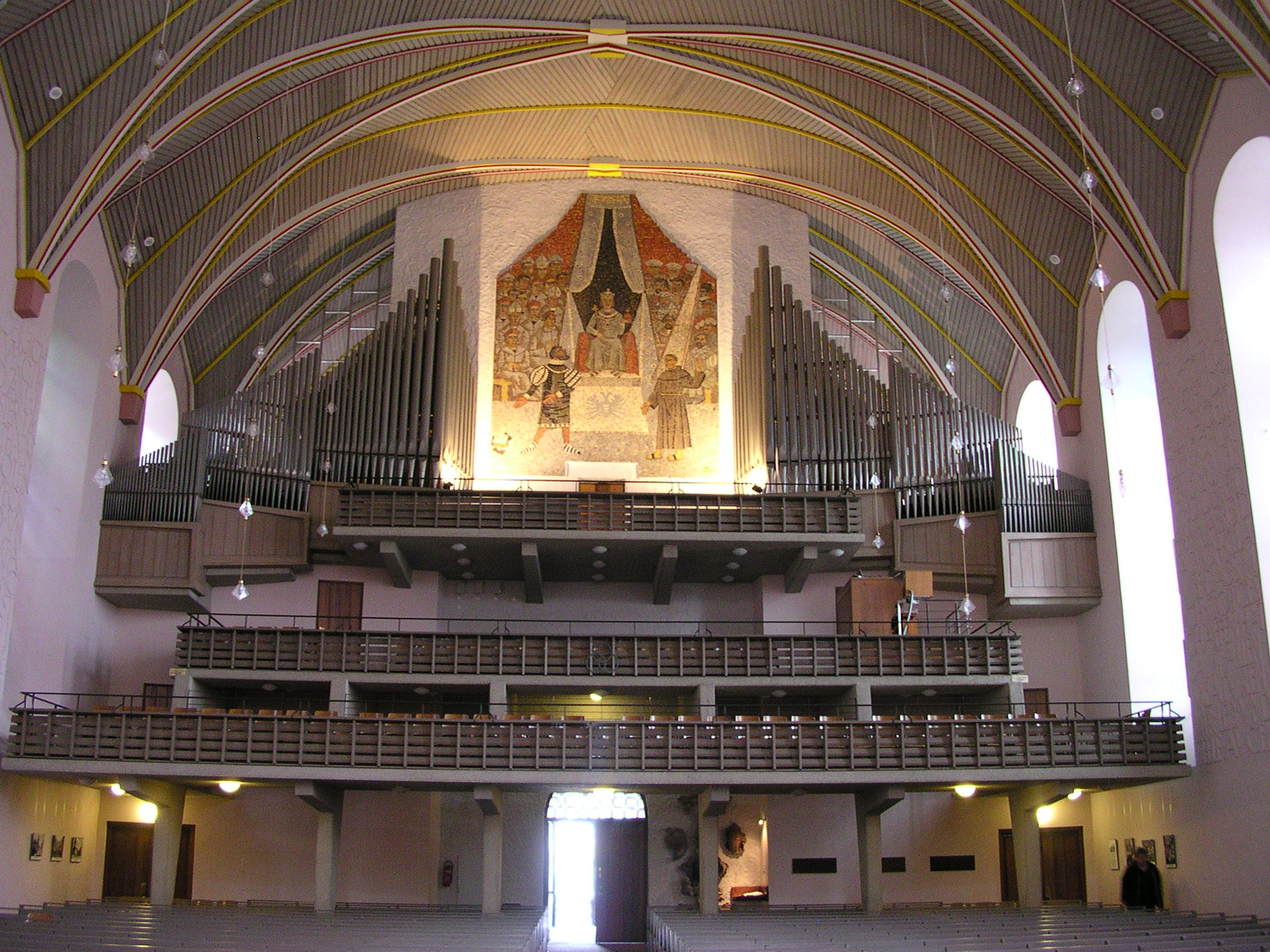
Innenraum nach Westen: Luthermosaik und Orgel

Mit 56 Registern, drei Manualen und 3744 Orgelpfeifen ist die 1959 von G. F. Steinmeyer & Co. gebaute Taschenladenorgel mit elektropneumatischer Spieltraktur die größte Orgel in einer evangelischen Kirche in Rheinhessen. Die ursprüngliche Setzeranlage mit vier freien Kombinationen wurde 1994 gegen eine elektronische Setzeranlage ausgetauscht. Die Disposition lautet:
| I Positiv C–g3  |        |
| Singend Gedackt | 8′     |
| Quintadena      | 8′     |
| Prinzipal       | 4′     |
| Rohrflöte       | 4′     |
| Schwiegel       | 2′     |
| Terz            | 1 3⁄5′ |
| Quinte          | 1 ⁄3′  |
| Sifflöte        | 1′     |
| Cymbel III      |        |
| Krummhorn       | 8′     |
| Tremulant       |        |

| II Hauptwerk C–g3 |       |
| Prinzipal         | 16′   |
| Oktave            | 8′    |
| Grobgedackt       | 8′    |
| Gemshorn          | 8′    |
| Oktave            | 4′    |
| Spitzflöte        | 4′    |
| Quinte            | 2 ⁄3′ |
| Oktave            | 2′    |
| Nachthorn         | 2′    |
| Mixtur V          | 1 ⁄3′ |
| Scharf IV         | 1′    |
| Fagott            | 16′   |
| Trompete          | 8′    |
| Hohe Trompete     | 4′    |

| III Oberwerk C–g3 |        |
| Gedacktpommer     | 16′    |
| Prinzipal         | 8′     |
| Hohlflöte         | 8′     |
| Weidenpfeife      | 8′     |
| Oktave            | 4′     |
| Koppelflöte       | 4′     |
| Nasat             | 2 ⁄3′  |
| Superoktave       | 2′     |
| Blockflöte        | 2′     |
| Terz              | 1 3⁄5′ |
| Kleinkornett IV   | 4′     |
| Plein Jeu IV      | 2′     |
| Rankett           | 16′    |
| Regal             | 8′     |
| Schalmey          | 4′     |
| Tremulant         |        |

| Pedal C–f1      |         |
| Prinzipalbass   | 16′     |
| Subbass         | 16′     |
| Quintade        | 16′     |
| Quintbass       | 10 2⁄3′ |
| Oktavbass       | 8′      |
| Gedecktbass     | 8′      |
| Quinte          | 5 1⁄3′  |
| Choralbass      | 4′      |
| Rohrgedackt     | 4′      |
| Bauernflöte     | 2′      |
| Rauschwerk IV   | 2′      |
| Mixtur V        | 2 ⁄3′   |
| Kontrafagott    | 32′     |
| Posaune         | 16′     |
| Trompete        | 8′      |
| Klarine         | 4′      |
| Singend Cornett | 2′      |

## Glocken

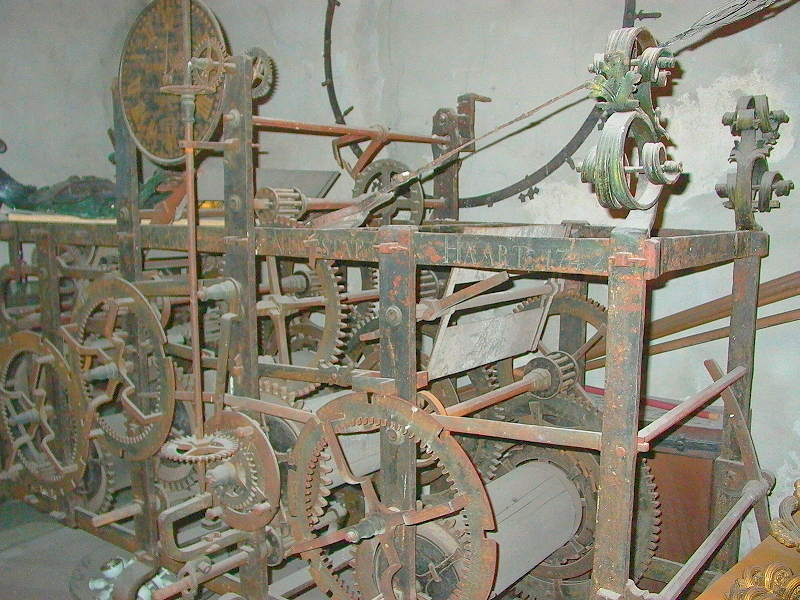
Historisches Uhrwerk der Turmuhr (heute im städtischen Museum Andreasstift eingelagert)

### Geläut
Das Geläut der Dreifaltigkeitskirche besteht aus vier Glocken, die alle Tiernamen tragen.:
- „Löwe“: a0, 1953 gegossen von Rincker; Stundenschlag
- „Bär“: cis1, 1729 gegossen
- „Nachtigall“: e1, 1729 gegossen; Viertelstundenschlag
- „Grille“: fis1, 1825 gegossen; Viertelstundenschlag

Die drei letzten Glocken sollen aus dem Metall der ehemaligen Stadtglocke gegossen worden sein, die ursprünglich in der Martinspforte hing, 1689 vor der Besetzung und Zerstörung der Stadt durch die Franzosen vergraben wurde und so die Stadtzerstörung überstand.

### Glockenspiel
Seit 1956 befindet sich in der Laterne der Dreifaltigkeitskirche ein Carillon mit 23 Glocken. Auch diese wurden von Rincker gegossen. Bis 2015 wurden die Glockenspielmelodien durch ein elektro-mechanisches System aus Spielwalze, Lochpapierstreifen und Tastfingern abgespielt. Danach wurde das Glockenspiel auf eine digitale Steuerung umgestellt. Dieses Verfahren erlaubt ein zügigeres Spiel. Die abgespielten Melodien klingen seit der Umstellung nicht mehr so statisch. Mithilfe eines auf einer der Emporen angebrachten Spieltisches kann das Glockenspiel auch manuell gespielt werden.
Das Glockenspiel spielt täglich sechs unterschiedliche Lieder aus dem Evangelischen Gesangbuch, die nach den Themen des Kirchenjahres ausgewählt sind.

## Kirchengemeinde
Die Dreifaltigkeitskirche ist neben der Friedrichskirche, der Lukaskirche, der Magnuskirche und dem Gemeindehaus in Rosengarten (Lampertheim) eine von fünf Gottesdienststätten der 2024 durch Fusion von fünf Vorgängergemeinden entstandenen Evangelischen Kirchengemeinde Worms-Innenstadt, die zum Dekanat Worms-Wonnegau in der Propstei Rheinhessen und Nassauer Land der Evangelischen Kirche in Hessen und Nassau gehört.

## Wissenswert
Die Dreifaltigkeitskirche in Speyer entstand 1701 bis 1717 ebenfalls nach dem Vorbild der Katharinenkirche in Frankfurt am Main. Bei der Innenausstattung orientierten sich die Wormser auch an diesem etwas früher entstandenen Bau. Die Speyerer Kirche überstand den Zweiten Weltkrieg unbeschadet.
Die Dreifaltigkeitskirche in Frankenthal hat ebenfalls Villaincourt entworfen.